# Fällanden
Fällanden (gzu. Fälande) – miejscowość i gmina (Politische Gemeinde) w północnej Szwajcarii, w kantonie Zurych, w okręgu (Bezirk) Uster. Leży nad jeziorem Greifensee.

## Demografia
W Fällanden mieszka 9461 osób. W 2021 roku 24,6% populacji gminy stanowiły osoby urodzone poza Szwajcarią.